# 砂田徹
砂田 徹（すなだ とおる、1959年 - ）は、日本の西洋史学者、博士（文学）(北海道大学)。

## 経歴
- 1959年 石川県輪島市出身。
- 1983年 金沢大学法文学部卒業。
- 1986年 金沢大学大学院文学研究科修士課程修了。
- 1988年 名古屋大学大学院文学研究科博士後期課程退学、名古屋大学助手。
- 1995年 北海道大学文学部助教授。
- 2000年 北海道大学大学院文学研究科助教授。
- 2007年 北海道大学大学院文学研究科准教授。
- 2008年 北海道大学大学院文学研究科教授。

自身の研究対象は、『共和政期ローマの制度史・政治史研究、およびローマ時代のイタリアについて』。

## 著書
- 『共和政ローマとトリブス制 - 拡大する市民団の編成』（北海道大学出版会） 2006年
- 『共和政ローマの内乱とイタリア統合 退役兵植民への地方都市の対応』（北海道大学出版会） 2018年